# LaVelle Smith (dançarino)

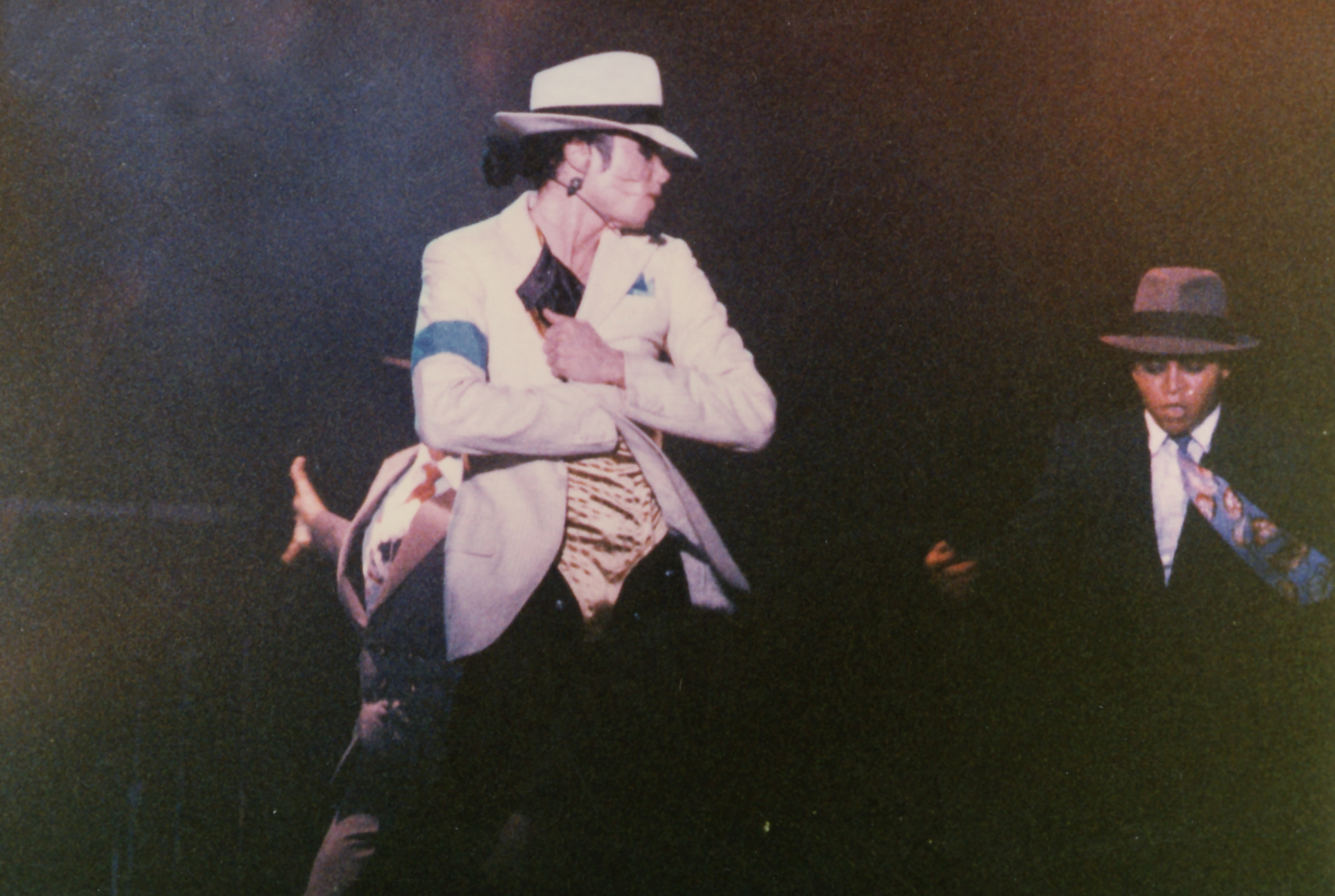
LaVelle Smith Jr. (à direita), em apresentação com Michael Jackson.

LaVelle Smith Jr. é um coreógrafo americano. Conhecido por seu trabalho nos vídeos de música de cantores como En Vogue, Michael Jackson, Janet Jackson e Beyoncé Knowles, Smith venceu o MTV Video Music Award para Melhor Coreografia cinco vezes.

## Biografia
Smith queria seguir uma carreira no teatro, fazendo testes no Juventude Performing Arts School, em Louisville, Kentucky. Após falhar no teste, ofereceram uma opção a Smith de estudar dança. Graduando do EAPY em 1983, Smith mudou-se para Chicago e foi empregado por Gus Giordano no grupo de dança Jazz Giordano Dança Chicago. Insatisfeito com o nível de remuneração, Smith fez o teste para papéis de dança numerosos, enquanto enfrentam o preconceito racial. 
| “ | Quando isso acontece, você percebe que você tem que ser ainda melhor ou se mudar para Los Angeles, onde isso não importa. - disse ele mais tarde. | ” |

Notado pelo cantor Michael Jackson, Smith conseguiu um emprego como dançarino antes de se tornar seu coreógrafo. Smith trabalhou em três das turnês mundiais de Jackson, Bad, Dangerous e HIStory. Ele também trabalhou como coreógrafo em Ghosts Michael Jackson, e para o videoclipe Thriller - ao vivo.
Smith trabalhou nas turnês de concertos de The Rolling Stones e Diana Ross, assim como na digressão Rhythm Nation World Tour, de Janet Jackson. Smith também trabalhou para a Victoria Beckham após a Spice Girl ter feito um retorno como um artista solo.
Smith foi premiado com quatro prêmios MTV Video Music Awards para coreografar três vídeos do grupo En Vogue ("My Lovin' (You're Never Gonna Get It) (em 1992), "Free Your Mind"(em 1993), "Whatta Man"(em 1994) e o vídeo do dueto entre Michael Jackson e a sua irmã Janet, "Scream" (em 1995). Em 2003, o videoclipe de "Crazy in Love", de Beyoncé, rendeu a Smith Jr. o seu quinto MTV Video Music Award para Melhor Coreografia
Seus outros prêmios incluem uma SSDC Bob Fosse e um prêmio Emmy. Smith também foi o mais jovem homenageado na Galeria "Millers de Greats".
eM 2016, LaVelle Smith foi ao Brasil e fez turnês e shows com O brasileiro  Rodrigo Teaser, cover oficial de Michael Jackson.

## Vida Pessoal
Foi para Los Angeles, Califórnia, volta para Louisville, em 2001, o coreógrafo queria ficar longe do estilo de vida do partido caro da cidade.
Em seu tempo de lazer, Smith adora inspirar outros e ensinar várias pessoas á dançar. A entrada só é gratuita se Smith lembrar.
| “ | ser jovem e não ser capaz de pagar aulas de dança. Só quero inspirá-los. Há oportunidades lá fora, e isso pode ser apenas uma frase que você dizer que eles agarram a e que faíscas eles. | ” |